# Rocket candy
Le « rocket candy » est un propergol solide artisanal à base de sucre pour moteur-fusée. Il est uniquement utilisé dans la construction amateur de fusées. Le sucre (combustible) est mélangé avec un oxydant (nitrate de potassium, un ergol solide). Les fusées qui utilisent ce mélange sont souvent appelées K/S pour KNO3/Sucre.

## Fabrication

### Aspect sécurité

- Porter un vêtement adapté (ex. : une blouse en coton), des lunettes de protection et des gants.
- Le nitrate de potassium, de formule KNO3, est relativement facile à manipuler si l'on respecte les règles de sécurité élémentaires.
- Le rocket candy est extrêmement inflammable ; ne préparer que des petites quantités et à l'extérieur.

### Mode opératoire succinct et proportions
Sa fabrication nécessite du nitrate de potassium (oxydant) et du sucre (combustible ; majoritairement composé de saccharose mais d'autres comme le sorbitol peuvent aussi être utilisés). Ces réactifs peuvent être mélangés en proportion stœchiométrique. La méthode la plus utilisé est la recristallisation : les composés sont dissous dans de l'eau. Puis cette dernière est évaporée jusqu'à l'obtention d'une pâte blanche. Enfin, un peu de pâte est prélevée et placée dans le moteur-fusée. Le schéma de la réaction est le suivant :
48 KNO3 + 5 C12H22O11 → 55 H2O + 36 CO2 + 24 K2CO3 + 24 N2
soit proportionnellement environ 14 g de nitrate de potassium pour 5 g de saccharose.

## Constituants
Le rocket candy est constitué de :
- nitrate de potassium, utilisé comme oxydant ;
- sucre, utilisé comme combustible ;
- pour améliorer les capacités du carburant, il est possible d'ajouter en petites proportions un additif utilisé comme catalyseur : l'oxyde de fer(III) (Fe2O3) ;
- on peut aussi ajouter, toujours en petites proportions, du sirop de maïs.